# Cyclosorus prolixus
Cyclosorus prolixus är en kärrbräkenväxtart som först beskrevs av Carl Ludwig Willdenow, och fick sitt nu gällande namn av Mazumdar och Mukhop. Cyclosorus prolixus ingår i släktet Cyclosorus och familjen Thelypteridaceae. Inga underarter finns listade.